# European League of Football
La European League of Football (ELF) es una liga de fútbol americano profesional que es la primera liga completamente profesional en Europa desde la desaparición de la NFL Europa en 2007. La liga (a partir de la temporada 2022) consta de 12 equipos ubicados en Alemania, Polonia, España, Austria y Turquía, con planes de expandirse a al menos 20 equipos en los próximos años. La nueva liga se creó oficialmente en noviembre de 2020 y comenzó el 19 de junio de 2021.

## Historia
En noviembre de 2020, Patrick Esume, un exjugador alemán de fútbol americano de un equipo de su Hamburgo natal, los Hamburg Silver Eagles (en inglés: Águilas Plateadas de Hamburgo), informó que había trabajado junto al holding alemán SEH Sports & Entertainment para traer una nueva competición internacional de fútbol americano en formato de clubs, la European League of Football. Tras el anuncio, Robert Huber, presidente de la German Football League mostró el escepticismo generalizado sobre este nuevo formato que, en su opinión, ya se había probado y fracasado en Europa: «...hemos experimentado por los últimos cuarenta años en las ligas jugadas en Alemania y Europa y tenemos un idea bastante buena sobre lo que los equipos son capaces de abarcar.» en referencia a otros proyectos fallidos como la Liga Europea de Fútbol Americano. Sin embargo, el ya comisionado de la nueva liga, Patrick Esume, dijo creer firmemente que la nueva liga sería un éxito gracias especialmente al boom que el deporte está viviendo en Alemania.
Las primeras dos franquicias en revelarse para la competición fueron las alemanas de los Ingolstadt Praetorians (en inglés: Pretorianos de Ingolstadt) de Ingolstadt y los German Knights 1367 (en inglés: Caballeros Germanos 1367) de Hannover a comienzos de diciembre de 2022. Les siguió la revelación de la franquicia española Gladiators Football (en inglés: Gladiadores de Fútbol) con el anuncio de que su estadio local se ubicaría en la costa Dorada y su entrenador sería Adam Rita, un veterano de la CFL.
En marzo de 2021, la competición anunció el acuerdo con la NFL que permitiría usar los nombres de la antigua NFL Europe para las franquicias de la ELF. Por lo que Hamburgo y Fráncfort usarían los antiguos nombres de los Hamburg Sea Devils y Frankfurt Galaxy. Ingolstadt y Hannover anunciaron que no serían capaces de tener los equipos preparados para la temporada inaugural, por lo que fueron sustituidos por Leipzig y Colonia. En el caso de la franquicia española, se anunció que los Gladiators cambiarían su nombre por el de Barcelona Dragons (en inglés: Dragones de Barcelona) recuperando el nombre de los Barcelona Dracs (en catalán: Dragones de Barcelona) y buscando ubicarse en la ciudad condal, al mismo tiempo que Berlin anunciaba que también alojaría un equipo con el antiguo nombre de Berlin Thunder (en inglés: Trueno de Berlín).

## Equipos

### Temporada 2025
| Equipo               | Ciudad             | Estadio                             | Capacidad     | Unido         | Entrenador       |
| Division East        | Division East      | Division East                       | Division East | Division East | Division East    |
| -------------------- | ------------------ | ----------------------------------- | ------------- | ------------- | ---------------- |
| Fehérvár Enthroners  | Alba Regia         | First Field                         | 4.000         | 2023          | Marc Ridgley     |
| Prague Lions         | Praga              | FK Viktoria Stadion                 | 5.600         | 2023          | Dave Warner      |
| Vienna Vikings       | Viena              | Generali-Arena (Estadio Franz Horr) | 17.500        | 2022          | Chris Calaycay   |
| Wrocław Panthers     | Breslavia          | Wrocław Olympic Stadium             | 11.000        | 2021          | Craig Kulikowski |
| Division West        |                    |                                     |               |               |                  |
| Cologne Centurions   | Colonia            | Südstadion                          | 11.748        | 2021          | Javan Lenhardt   |
| Frankfurt Galaxy     | Fráncfort del Meno | PSD Bank Arena                      | 12.542        | 2021          | Bart Andrus      |
| Paris Musketeers     | París              | Stade de Paris                      | 10.000        | 2023          | Jack del Rio     |
| Stuttgart Surge      | Stuttgart          | GAZI-Stadion auf der Waldau         | 11.410        | 2021          | Jordan Neuman    |
| Division North       |                    |                                     |               |               |                  |
| Berlin Thunder       | Berlín             | Friedrich-Ludwig-Jahn-Sportpark     | 19.708        | 2021          | Jag Bal          |
| Hamburg Sea Devils   | Hamburgo           | Stadion Hoheluft                    | 11.000        | 2021          | Shuan Fatah      |
| Nordic Storm         | Copenhague Malmö   | Gladsaxe Stadium                    | 13.500        | 2025          | John Shoop       |
| Rhein Fire           | Düsseldorf         | MSV-Arena                           | 31.514        | 2022          | Jim Tomsula      |
| Division South       |                    |                                     |               |               |                  |
| Helvetic Mercenaries | Zúrich             | Stadion Bergholz                    | 6.050         | 2024          | Marcus Herford   |
| Madrid Bravos        | Madrid             | Estadio Vallehermoso                | 10.000        | 2024          | Andrew Weidinger |
| Munich Ravens        | Múnich             | Sportpark Unterhaching              | 15.053        | 2023          | Kendral Ellison  |
| Raiders Tirol        | Innsbruck          | Tivoli Stadion Tirol                | 16.008        | 2022          | Jim Herrmann     |

| Equipo            | Ciudad     | Temporadas | Estadio                        |
| Ex Equipos        | Ex Equipos | Ex Equipos | Ex Equipos                     |
| ----------------- | ---------- | ---------- | ------------------------------ |
| Istanbul Rams     | Estambul   | 2022       | Estadio Hasan Polat de Maltepe |
| Leipzig Kings     | Leipzig    | 2021–2023  | Alfred-Kunze-Sportpark         |
| Helvetic Guards   | Zúrich     | 2023       | Lidl Arena                     |
| Barcelona Dragons | Badalona   | 2021–2024  | Estadio Municipal de Badalona  |
| Milano Seamen     | Milán      | 2023–2024  | Velódromo Maspes-Vigorelli     |

## Palmarés
| Equipo             | Campeón | Subcampeón | Año(s) campeón | Año(s) subcampeón |
| ------------------ | ------- | ---------- | -------------- | ----------------- |
| Rhein Fire         | 2       | 0          | 2023, 2024     | -                 |
| Vienna Vikings     | 1       | 1          | 2022           | 2024              |
| Frankfurt Galaxy   | 1       | 0          | 2021           | -                 |
| Hamburg Sea Devils | 0       | 2          | -              | 2021, 2022        |
| Stuttgart Surge    | 0       | 1          | -              | 2023              |

### Juegos del Campeonato
| Negrita | Campeón del Juego del Campeonato |

| N.º | Año  | Equipo 1           | Equipo 1 | Equipo 2         | Equipo 2 | Estadio                   | Ciudad                  | Asistencia | MJP                                   | Ref    |
| --- | ---- | ------------------ | -------- | ---------------- | -------- | ------------------------- | ----------------------- | ---------- | ------------------------------------- | ------ |
| I   | 2021 | Hamburg Sea Devils | 30       | Frankfurt Galaxy | 32       | Merkur Spiel-Arena        | Düsseldorf, Alemania    | 22.000     | Jakeb Sullivan (QB, Frankfurt Galaxy) | [ 7 ]  |
| II  | 2022 | Hamburg Sea Devils | 15       | Vienna Vikings   | 27       | Wörthersee Stadion        | Klagenfurt, Austria     | 14.566     | Kimi Linnainmaa (WR, Vienna Vikings)  |        |
| III | 2023 | Rhein Fire         | 53       | Stuttgart Surge  | 34       | Schauinsland-Reisen-Arena | Duisburgo, Alemania     | 31.500     | Jadrian Clark (QB, Rhein Fire)        | [ 10 ] |
| IV  | 2024 | Vienna Vikings     | 20       | Rhein Fire       | 51       | Veltins-Arena             | Gelsenkirchen, Alemania | 41.364     | Jadrian Clark (QB, Rhein Fire)        |        |